# Castello di Pierre-Scize
Il castello di Pierre Scize (di cui rimangono solo delle rovine), era situato presso Lione, nel dipartimento del Rodano. Occupava una posizione strategica in quanto permetteva di controllare la Savoia, zona di comunicazione tra la Francia e il Sacro Romano Impero. Il suo nome deriva dalla conformazione della roccia sul quale era edificato, che sembrava divisa in due, ovvero scissa (in francese "scize"). Il castello si innalza sulla Saône di cinquanta metri, in un luogo dove il fiume precipita tra la collina di Fourvière e della Croix-Rousse. Sul punto più alto si innalzava una torre, adibita nel corso della storia anche a luogo di detenzione. L'ingresso del castello era situato alla base della collina, ove si trovava una porta dalla quale si dipartiva una scalinata di 200 gradini scavata nella roccia.

## Storia
Le origini della struttura risalgono al X secolo. La sua costruzione venne avviata su iniziativa di Burchard, arcivescovo di Lione. L'arcivescovo Renaud II di Forez si rifugiò più volte nella fortezza in periodi di agitazione e i suoi discendenti mantennero il possesso del castello. Nel 1454 Jean d'Aulon, alleato di Giovanna d'Arco, divenne capitano di Pierre Scize. Nel 1468 Luigi XI trasforma il castello in una prigione di stato. Nel 1562 viene conquistata dalle truppe protestanti che la manterranno per un anno. Carlo Emanuele di Savoia-Nemours viene nominato comandante della piazzaforte sul finire del XVI secolo. A metà del XVIII secolo il comandante è M. de Bory, mentre a partire dal 1780 passa al signore di Bellescize, Claude Espérance de Regnauld-Alleman. Con la rivoluzione il castello viene saccheggiato dalla popolazione locale (1791) per essere poi demolito nel 1793. Parte del suo materiale verrà utilizzato per realizzare il lastricato di alcune strade.